# Olavo
Olavo Martins de Oliveira (ur. 9 listopada 1927 w Santosie – zm. 12 marca 2004 w Santosie) – piłkarz brazylijski, występujący podczas kariery na pozycji środkowego obrońcy.

## Kariera klubowa
Piłkarską karierę Olavo rozpoczął w Santosie FC w 1948 roku. W latach 1951–1952 grał w Portuguesa Santista Santos, z którego przeszedł do Corinthians Paulista, gdzie występował w latach 1952–1961. Podczas tego dwukrotnie zdobył mistrzostwo stanu São Paulo – Campeonato Paulista w 1952 i 1954 oraz dwukrotnie wygrał Turniej Rio-São Paulo w 1950, 1953 i 1954 roku. W ostatnich pięciu latach kariery grał ponownie w Santosie. Z Santosem trzykrotnie zdobył mistrzostwo stanu São Paulo w 1962, 1964 i 1965, dwukrotnie Copa Libertadores w 1962 i 1963 oraz Puchar Interkontynentalny w 1962 i 1963 roku.

## Kariera reprezentacyjna
W reprezentacji Brazylii Olavo zadebiutował 17 listopada 1955 w zremisowanym 3-3 meczu z reprezentacją Paragwaju, którego stawką było Copa Oswaldo Cruz 1955. W 1956 roku Olavo uczestniczył w Copa América 1956, na której Brazylia zajęła czwarte miejsce. Na turnieju Olavo był rezerwowym i nie wystąpił w żadnym meczu. W 1957 roku Olavo uczestniczył w Copa América 1957, na której Brazylia zajęła drugie miejsce. Mecz Z Argentyną był ostatnim Olavo w reprezentacji. Ogółem w reprezentacji Brazylii wystąpił 4 razy.